# Ministerium für Umweltschutz und Wasserwirtschaft der DDR

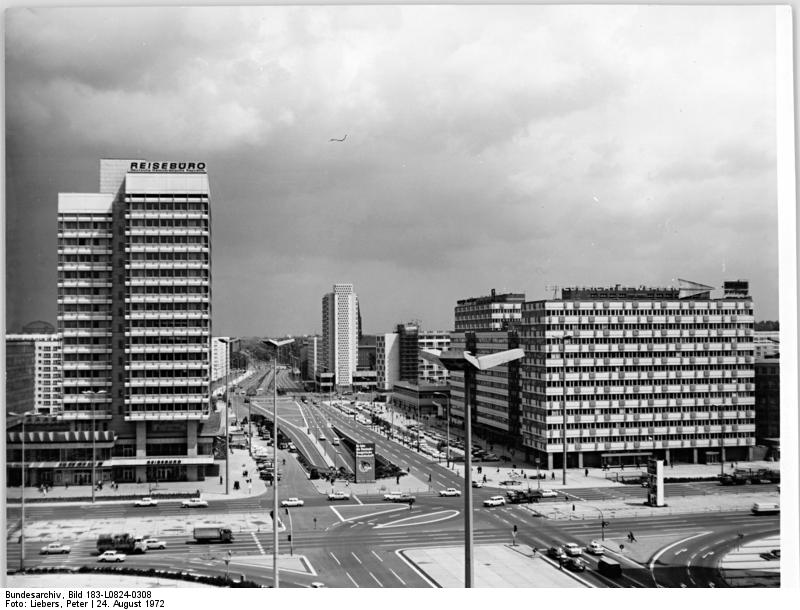
Ministerium für Umweltschutz und Wasserwirtschaft in der Berliner Hans-Beimler-Straße (rechter Gebäudekomplex)

Das Ministerium für Umweltschutz und Wasserwirtschaft der DDR (MUW) wurde am 1. Januar 1972 gebildet. Im neu gegründeten Ministerium ging das bisherige Amt für Wasserwirtschaft der DDR auf.
Das Ministerium war zuständig für die staatliche Planung und Leitung der wachsenden Aufgaben des Umweltschutzes und der Landeskultur. Insbesondere die Verbesserung der natürlichen Umweltbedingungen und eine rationelle Nutzung der natürlichen Ressourcen waren wichtige Aufgabenschwerpunkte.

## Aufgaben
Um den wachsenden Bedarf von Bevölkerung, Industrie und Landwirtschaft an Trink- und Brauchwasser sicherzustellen und eine zuverlässige Abwasserbehandlung mit einem hohen Schutz der Umweltmedien (Luft, Boden, Wasser) zu gewährleisten, ergaben sich für das Ministerium vielfältige Handlungsfelder und Aufgabenbereiche. Der angespannte Wasserhaushalt in der DDR führte zu einer intensiven Nutzung der Wasserdargebote. Die Flussgebietseinheiten wurden in Bewirtschaftungsplänen bilanziert und Maßnahmen ausgearbeitet, um Defizite im Wasserhaushalt auszugleichen. Darüber hinaus hatte das Ministerium die Aufgabe, dass wissenschaftlich-technische Fortschritte auf dem Gebiet des Umweltschutzes und der Wasserwirtschaft unmittelbar in produktiven Bereichen der Volkswirtschaft Anwendung fanden. Die Bildung der staatlichen Gewässeraufsicht und der Umweltinspektion sollten den Umweltschutz weiter verbessern. Nach offizieller Darstellung der DDR-Regierung war der Umweltschutz als Teil der sozialistischen Landeskultur mit der „planmäßigen Pflege und Gestaltung der Umwelt und der rationellen Nutzung der Naturreichtümer“ verbunden.
Das Ministerium war bis Anfang der 1990er Jahre im Haus der Statistik in der Hans-Beimler-Straße 70–72 (heute Otto-Braun-Straße) im Berliner Ortsteil Mitte untergebracht. Im Ministerium mit nachgeordneten Dienststellen waren 1989 etwa 38.000 Personen beschäftigt.

## Struktur des Ministeriums
(Strukturbereiche 1975)
- Minister:
  - Ministerbüro
  - Abteilung I
  - Abteilung Inspektion und Kontrolle
  - Abteilung Kader/Bildung
  - Pressereferat
- Staatssekretär:
  - Abteilung Planung/Ökonomie
  - Abteilung Finanzen/Rechnungsführung und Statistik
  - Abteilung Organisation
  - Rechtsstelle
  - Abteilung Informations- und Bereitschaftsdienst
  - Abteilung Wasserwirtschaftliche Bauvorhaben Berlin
- Stellvertreter des Ministers für den Bereich Wasserbewirtschaftung:
  - Abteilung Wasserbewirtschaftung
  - Staatliche Gewässeraufsicht
  - Abteilung Wissenschaft und Technik
  - Zentrales Büro für Neuererwesen
  - Koordinierungsstelle für Standardisierung
  - Abteilung Produktionspropaganda
- Stellvertreter des Ministers für den Bereich Wasserversorgung:
  - Hauptabteilung Wasserversorgung
    - Abteilung Trinkwasserversorgung und Abwasserbehandlung
    - Abteilung Investitionen/Materialwirtschaft

  - Abteilung Mechanisierung/Automatisierung
  - Sicherheitsinspektion
  - Staatliche Bauaufsicht
  - Gutachterstelle
- Stellvertreter des Ministers für den Bereich Umweltschutz:
  - Abteilung Umweltschutz
  - Staatliche Umweltinspektion
  - Abteilung Umweltkontrolle
- Stellvertreter für internationale Zusammenarbeit:
  - Abteilung Internationale Zusammenarbeit

## Minister
- 1971: Werner Titel (DBD)
- 1972–1990: Hans Reichelt (DBD)
- 1990: Peter Diederich (DBD)
- 1990: Karl-Hermann Steinberg (CDU (DDR))